# Dale Jarrett
Dale Arnold Jarrett (* 26. November 1956 in Newton, North Carolina) ist ein ehemaliger US-amerikanischer NASCAR-Rennfahrer und Champion im Winston Cup der Saison 1999. Er ist der Sohn des zweifachen Grand National-Champion Ned Jarrett und Vater des ehemaligen Busch Series-Fahrer Jason Jarrett. Sein Cousin Todd Jarrett ist World Shoot-Champion der International Practical Shooting Confederation des Jahres 1996. Auch sein älterer Bruder Glenn Jarrett fuhr mit mäßigem Erfolg in der Busch-Serie. Mit Beginn der Saison 2007 wurde Jarrett Fernsehsprecher bei ESPN/ABC für ausgewählte Rennen der Busch Series. Nach seinem Rücktritt vom aktiven Motorsport nach dem Food City 500 in Bristol 2008 wurde er Chefanalytiker für die Rennen der Nationwide Series.

## Frühen Jahre
Nach seinem Abschluss auf der Newton-Conover High School im Jahre 1975 wurde ihm zunächst ein Golf-Sportstipendium der University of South Carolina angeboten, welches Jarrett aber ablehnte. Stattdessen begann er 1977 mit dem Rennfahren auf dem Hickory Motor Speedway, der seinem Vater gehörte und von ihm Betrieben wurde. In seinem ersten Rennen startete er vom letzten Startplatz und beendete das Rennen auf Platz neun. Bevor er im weiteren Verlauf in die Busch Series wechselte, trat Jarrett in Rennen in der Limited Sportsman Division in Hickory an.

## Busch Series
Sein Debüt in der Busch Series feierte Jarrett in der Saison 1982 in einem Ford für Horace Isenhower mit der Startnummer 24 respektive 32. Sein bestes Ergebnis war ein dritter Platz in Hickory und am Ende der Saison belegte er mit 14 Top-10-Ergebnissen Platz sechs in der Meisterschaft. In der darauffolgenden Saison 1983 gewann Jarrett kein Rennen, erzielte jedoch vier Pole-Positionen und 17 Top-10-Ergebnisse, was ihm am Ende einen fünften Platz in der Meisterschaft einbrachte. Mit Unterstützung von Econo Lodge, Valvoline und Budweiser startete das Team in der Saison 1984 sechs Mal von Startplatz zwei und 19 Mal von der Pole-Position. Der vierte Platz in der Meisterschaft sollte das beste Ergebnis in Jarretts Karriere in der Busch Series bleiben.
Im selben Jahr feierte Jarrett sein Debüt im Winston Cup im Chevrolet mit der Startnummer 02 für Emanuel Zervakis auf dem Martinsville Speedway. Von Startposition 24 aus beendete er das Rennen auf Platz 14. Im Verlauf der Saison absolvierte Jarrett zwei weitere Starts im Winston Cup beim Firecracker 400 in Daytona für Jimmy Means und beim Walter W. Hodgdon American 500 auf dem North Carolina Speedway. In der Saison 1986 erzielte Jarrett sechs Pole-Positionen und seinen ersten Sieg in der Busch Series auf dem Orange County Speedway. In seiner letzten vollen Busch Series Saison im Jahre 1987 erzielte er daraufhin seinen zweiten Sieg auf dem Hickory Motor Speedway.

## 1987–1991

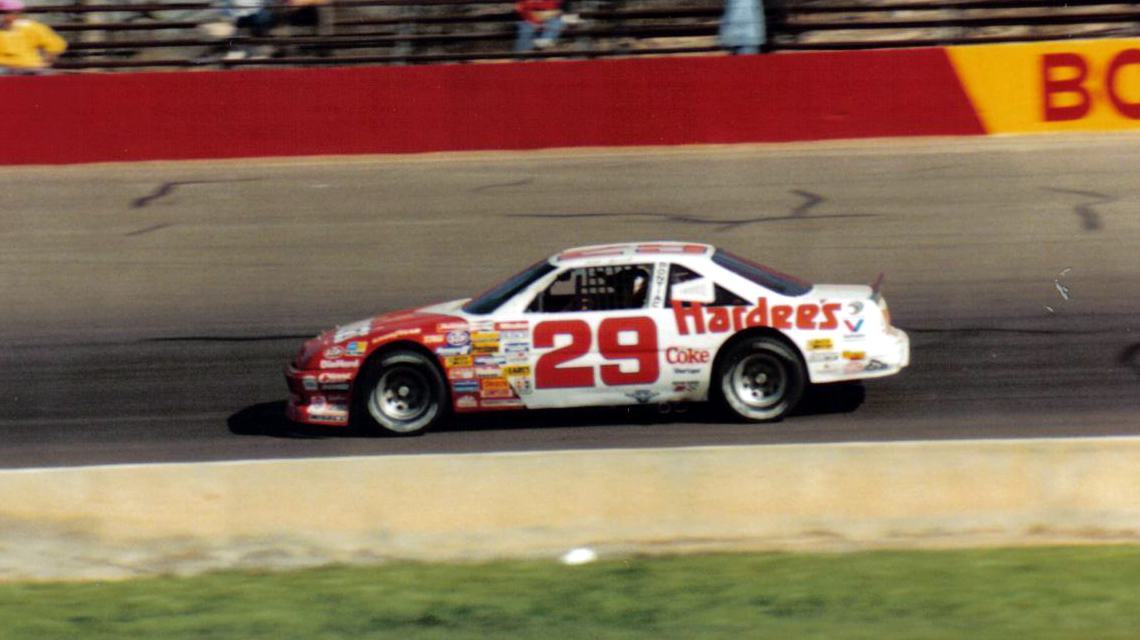
Rennwagen der Saison 1989

Im Jahre 1987 ersetzte Jarrett in der frühen Phase der Saison Tommy Ellis im Chevrolet mit der Startnummer 18 für Eric Freelander. Trotz weitestgehend fehlender Unterstützung durch Sponsoren erzielte er zwei zehnte Plätze und beendete die Saison als 26. in der Meisterschaft. In der Wertung des Rookie of the Year belegte er Platz zwei hinter Davey Allison. In der Saison 1988 nahm Jarrett an jedem Rennen im Winston Cup teil, startete aber für diverse Teams. Die meisten Rennen der Saison absolvierte er im Oldsmobile mit der Startnummer 29 von Cale Yarborough, in dem er Achter auf dem Riverside International Raceway wurde. Weiterhin fuhr Jarrett für Buddy Arrington und Hoss Ellington. Am Ende der Saison belegte er Platz 23 in der Meisterschaft. In der darauffolgenden Saison 1989 fuhr er die komplette Saison für Yarborough und erzielte fünf Top-10-Ergebnisse, darunter zwei fünfte Plätze.
Zu Beginn der Saison 1990 stand Jarrett zunächst ohne Cockpit dar, bevor er den Ford Thunderbird mit der Startnummer 21 für Wood Brothers Racing beim Valleydale Meats 500 in Bristol als Ersatz für den verletzten Neil Bonnett übernahm. Im Verlauf der Saison erzielte er sieben Top-10-Ergebnisse und belegte am Ende Platz 25, obwohl er die ersten fünf Saisonrennen nicht gefahren ist. In der darauffolgenden Saison 1991 gewann Jarrett beim GFS Marketplace 400 auf dem Michigan International Speedway sein erstes Rennen im Winston Cup. Am Ende der Saison belegte er in der Meisterschaft Platz 17.

## 1992–1999
Trotz seines Sieges verließ Jarrett Wood Brothers, um 1992 den Chevrolet mit der Startnummer 18 für Joe Gibbs Racing zu fahren. In seinem ersten Jahr erzielte er zwei Top-5-Ergebnisse, verschlechterte sich in der Meisterschaft allerdings auf Platz 19. In die Saison 1993 meldete sich Jarrett mit seinem zweiten Sieg im Winston Cup beim Daytona 500 zurück, als er Dale Earnhardt auf Platz zwei verwies; dieses Rennen wurde von seinem Vater an der Seite von Ken Squier kommentiert. Obwohl er kein weiteres Rennen in dieser Saison gewann, sicherte sich Jarrett am Ende mit 13 Top-5-Ergebnissen Platz vier in der Meisterschaft. In der Saison 1994 erzielte er nur einen Sieg beim Mello Yello 500 und rutschte in der Meisterschaftswertung auf Platz 16 ab. Daraufhin verließ er Joe Gibbs Racing.
Ab der Saison 1995 fuhr Jarrett für Yates Racing im Ford mit der Startnummer 28. Seinen ersten Sieg für Yates Racing erzielte er beim Miller Genuine Draft 500 auf dem Pocono Raceway. Am Ende belegte er Platz 13 in der Meisterschaft. Als bekannt wurde, dass der lange verletzte Ernie Irvan zu Yates Racing zurückkehren würde, plante Yates zunächst Jarrett beim Aufbau eines eigenen Teams mit Hooters als Sponsor zur Unterstützung. Als der Vertrag nicht zustande kam, stellte Yates ein zweites Team mit der Startnummer 88 auf. Mit diesem Team gewann Jarrett 1996 das zweite Mal beim Daytona 500 und die darauffolgenden beiden Rennen in Rockingham und Richmond. Zudem gewann er das Coca-Cola 600, das Brickyard 400 sowie das GM Goodwrench Dealer 400. Am Ende der Saison belegte er Platz drei hinter den beiden Hendrick-Teamkollegen Terry Labonte und Jeff Gordon. In der Saison 1997 erzielte Jarrett seine Bestmarke von sieben Siegen in einer Saison, verlor am Ende aber dennoch die Meisterschaft um 14 Punkte an Jeff Gordon.
In der darauffolgenden Saison 1998 reichte es für Jarrett hingegen nur zu drei Siegen. Zusätzlich zu den beiden zweiten Plätzen in den letzten beiden Rennen reichte es am Ende für Platz drei in der Meisterschaft trotz Problemen mit der Gallenblase. Nach einer Operation in der Winterpause übernahm Jarrett in der Saison 1999 nach seinem Sieg beim Pontiac Excitement 400 die Führung in der Tabelle und gab sie nicht mehr ab. Mit einem Vorsprung von 201 Punkten gewann er seinen ersten und einzigen Meistertitel im Winston Cup und wurde nach Richard Petty der zweite Fahrer, dem es gelungen war, den Meisterschaftstitel wie sein Vater für sich zu entscheiden. In derselben Saison trat er auch aus der Busch Series zurück und tat sich mit NFL-Quarterback Brett Favre zusammen um ein Team mit der Startnummer 11 für seinen Sohn Jason, Kenny Irwin jr. und Steve Grissom aufzustellen.

## 2000–2005

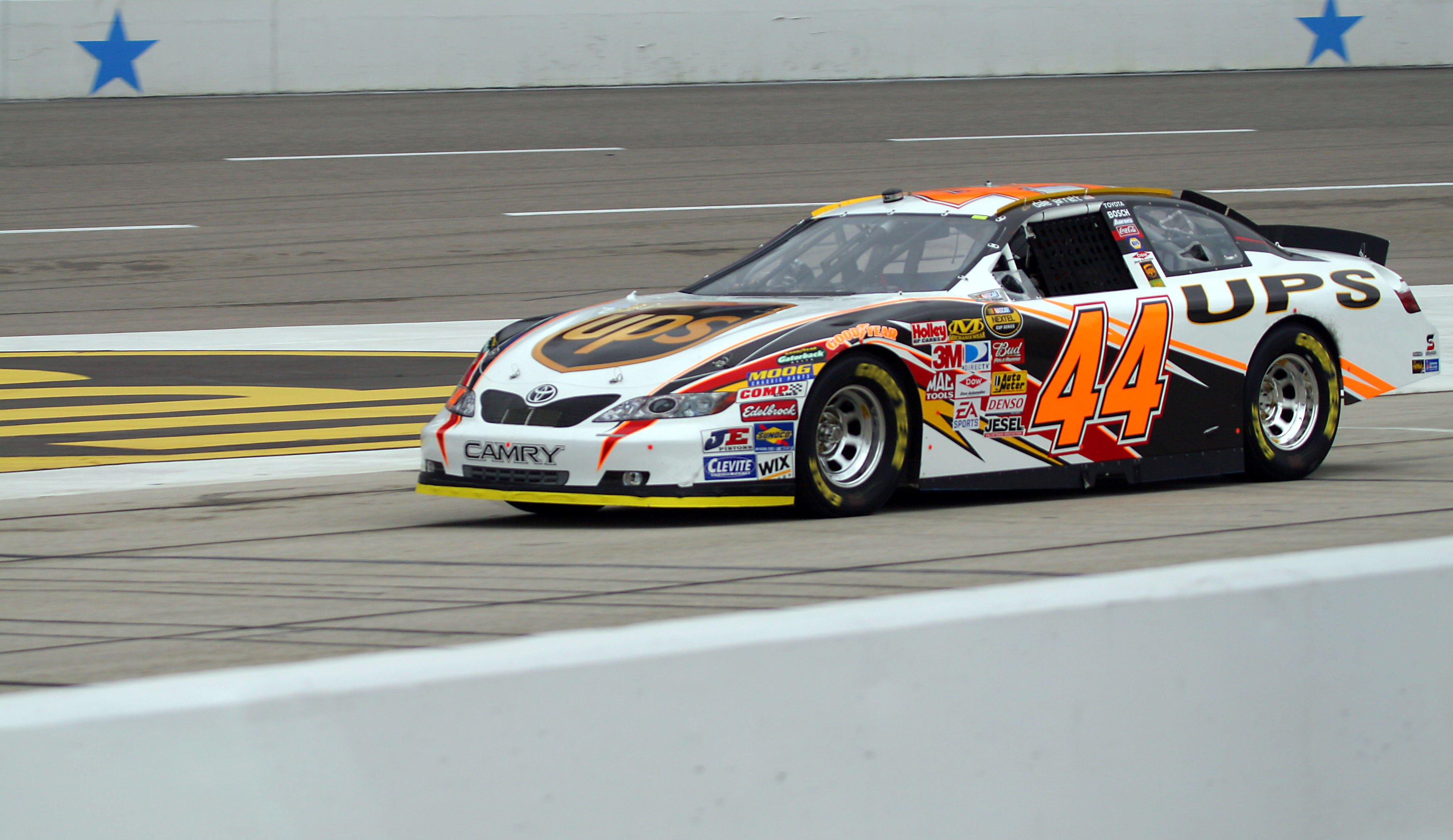
Rennwagen der Saison 2007

Nach seinem Titelgewinn in der Saison 1999 gewann Jarrett im Jahre 2000 das Daytona 500 zum dritten Mal in seiner Karriere. Es blieb sein einziger Sieg in dieser Saison und Jarrett rutschte in der Meisterschaftswertung auf Platz vier ab. In die Saison 2001 gewann er drei der ersten acht Rennen und übernahm zeitweise die Führung in der Meisterschaft, rutschte zum Ende der Saison aber auf Platz fünf ab. Am Ende der Saison verließ sein langjähriger Crew Chief Todd Parrott das Team und wurde ersetzt durch Jimmy Elledge. Nach sieben Rennen kehrte Parrott zurück und zusammen erzielten sie zwei Siege und Platz neun in der Meisterschaft.
Die Saison 2003 begann für Jarrett mit einem Sieg auf dem North Carolina Speedway in Rockingham. Doch mit nur fünf weiteren Top-10-Ergebnissen im Verlauf der Saison rutschte er auf Platz 26 in der Meisterschaft ab. Obwohl er 2004 kein Rennen gewann, verbesserte sich Jarrett dennoch auf Platz 15, bevor er 2005 auf dem Talladega Superspeedway beim UAW Ford 500 den letzten Sieg seiner Karriere einfuhr. Am Ende der Saison reichte es wiederum zu Platz 15.

## 2006–2008

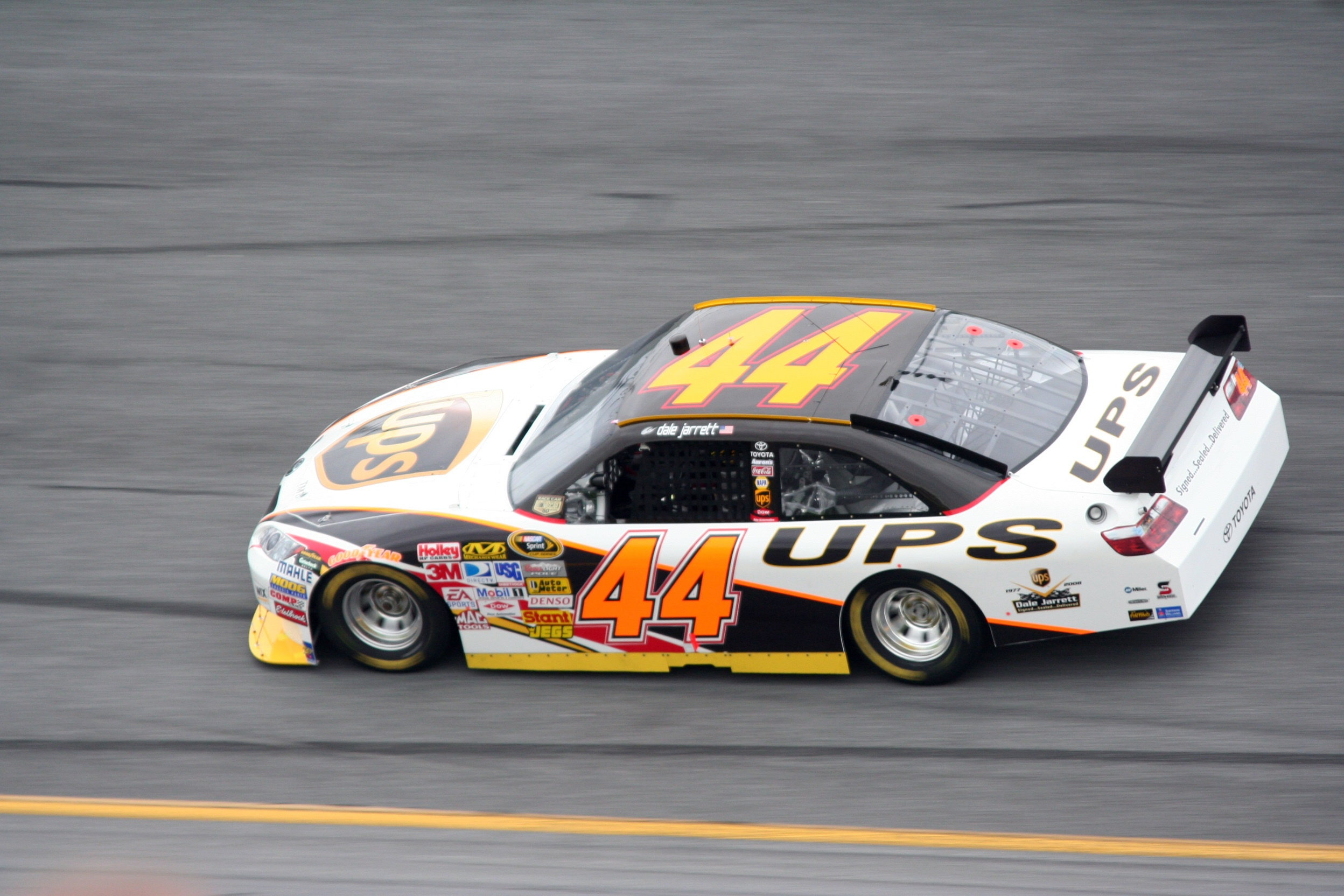
Rennwagen der Saison 2008

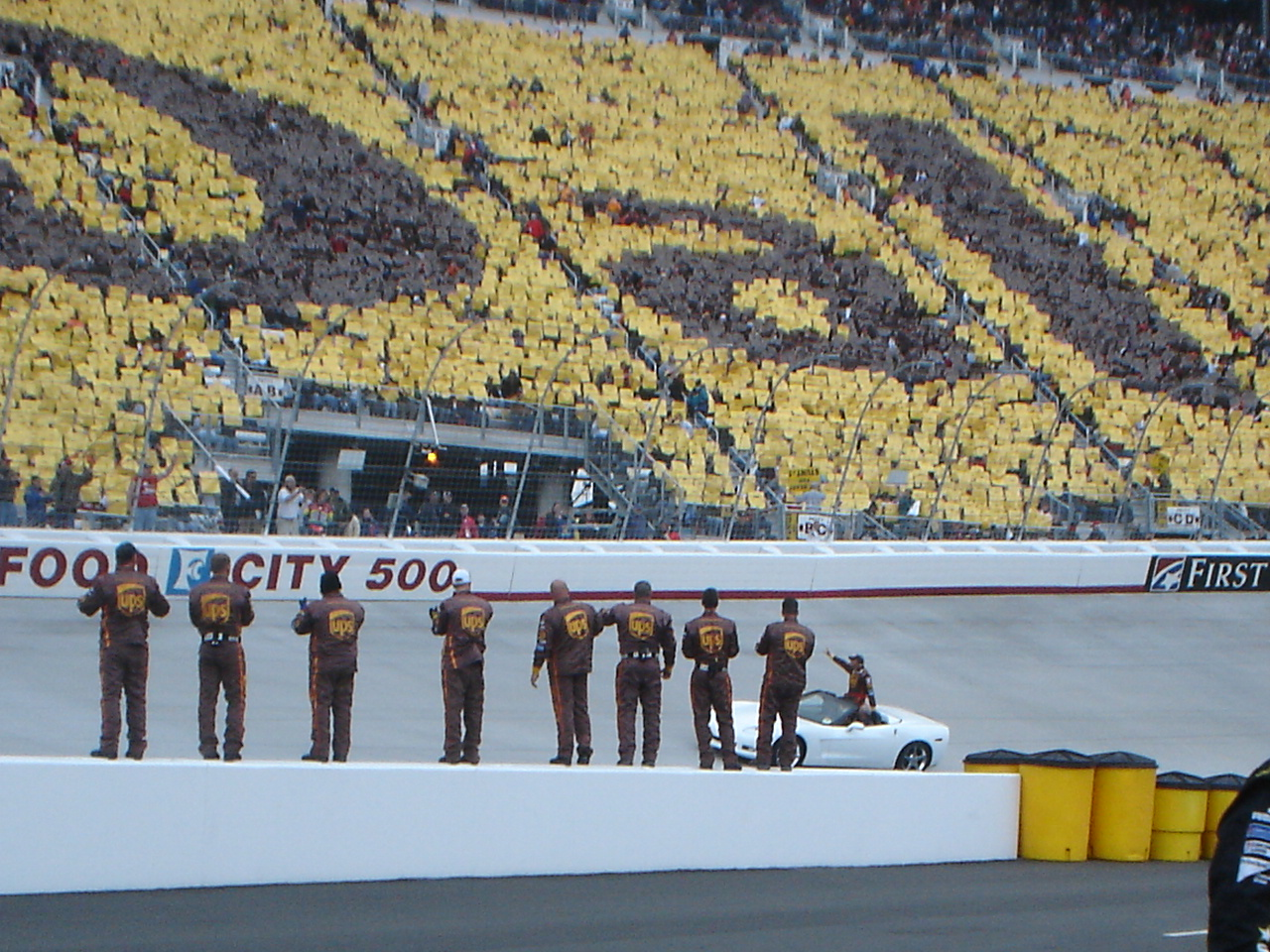
Jarrett auf einer Parade-Runde vor seinem letzten Meisterschaftsrennen

Während der Saison 2006 erzielte Jarrett vier Top-10-Ergebnisse, darunter ein vierter Platz beim Banquet 400 auf dem Kansas Speedway. Am Ende reichte es für Platz 23 in der Meisterschaft.
Zur Saison 2007 verließ Jarrett mit seinem Sponsor UPS Yates Racing und wechselte zum neu gegründeten Team Michael Waltrip Racing, in dem er in einem Toyota Camry mit der Startnummer 44 an den Start ging. Die Saison begann mit einer Pole-Position beim Budweiser Shootout auf dem Daytona International Speedway, in dem er im Rennen nur 18. wurde. Die Qualifikation zum Daytona 500 gelang ihm nur über die Inanspruchnahme seiner Past Champion Provisional. Nachdem er von Startplatz 43 ins Rennen gegangen war, beendete er es auf Platz 22. Seine letzte Past Champion Provisional nutzte er zur Qualifikation beim Aaron’s 499 in Talladega, für den Rest der Saison musste er sich über die Zeit qualifizieren. Dadurch konnte er sich für elf Rennen nicht qualifizieren.
Im Oktober 2007 gab er im Zuge des Bank of America 500 auf dem Lowe’s Motor Speedway in Concord, North Carolina bekannt, dass er im Jahre 2008 zurücktreten werde. In der Saison 2008 werde er nur noch sieben Rennen fahren: Fünf Punktrennen, sowie das Budweiser Shootout und das NASCAR Sprint All-Star Race, welches das letzte Rennen seiner Karriere sein werde. Sein bestes Ergebnis in den fünf Punktrennen, an denen er in der Saison 2008 teilnahm, war ein 16. Platz im Daytona 500 auf dem Daytona International Speedway. In seinem letzten Punktrennen, dem Food City 500 auf dem Bristol Motor Speedway kam Jarrett mit zehn Runden Rückstand auf Platz 37 ins Ziel. Die Leistungen reichten, um den Wagen in die Top-35 der Owner-Points zu bringen, so dass David Reutimann, der ab dem Rennen in Martinsville den Wagen von Jarrett übernahm, einen sicheren Startplatz hatte.
Bei der Fahrerbesprechung vor seinem letzten Rennen sagte Jarrett: „Enjoy this. We all have our time in this, and mine has been fantastic. To me, it has been an honor and a privilege to be able to race in this series and say I raced with and against and sometimes beat the best in the world. Thanks for allowing me to do that. Enjoy it. It's a great sport, and you guys make it what it is.“ („Habt Spaß im Rennen. Wir haben alle nur unsere Zeit hier, und meine war fantastisch. Für mich war es eine Ehre und ein Privileg in dieser Rennserie zu fahren und ich muss sagen, ich fuhr mit und gegen die Besten in der Welt und manchmal hab ich sie auch geschlagen. Vielen Dank, dass ich das erleben durfte. Habt Spaß daran. Es ist ein großartiger Sport und ihr macht es zu dem, was er ist.“)